# الكسندر فون شتال
الكسندر فون شتال (بالألمانية: Alexander von Stahl)‏ هو محامي ألماني، ولد في 10 يونيو 1938 في برلين في ألمانيا.

## وصلات خارجية
- الكسندر فون شتال على موقع مونزينجر (الألمانية)